# شينيتشي موري
شينيتشي موري (باليابانية: 森進一؛ بالكانا: もり しんいち) هو مغني وملحن وشخصية أعمال ياباني، ولد في 18 نوفمبر 1947 في كوفو في اليابان.

## وصلات خارجية
- الموقع الرسمي
- شينيتشي موري على موقع IMDb (الإنجليزية)
- شينيتشي موري على موقع ميوزك برينز (الإنجليزية)
- شينيتشي موري على موقع ميوزك برينز (الإنجليزية)
- شينيتشي موري على موقع أول ميوزيك (الإنجليزية)
- شينيتشي موري على موقع ديسكوغز (الإنجليزية)
- شينيتشي موري على موقع قاعدة بيانات الفيلم (الإنجليزية)
- شينيتشي موري على موقع ANN person (الإنجليزية)